# Domicilio conyugal
Domicilio conyugal (Domicile conjugal) es una película francesa de 1970 dirigida por François Truffaut. 
Es la continuación de la historia del personaje Antoine Doinel, que inició con la película Los 400 golpes. En esta película Antoine y Christine son una pareja de recién casados que esperan un hijo. El personaje de Antoine siempre fue interpretado por Jean-Pierre Léaud.
Doblaje:
- Jean-Pierre Léaud (Antoine Doinel): Ricardo Solans
- Claude Jade (Christine Doinel): Rosa Guiñón
- Daniel Ceccaldi (Lucien Darbon): José Luis Sansalvador

## Argumento
Christine (Claude Jade) y Antoine (Jean-Pierre Léaud) forman una joven pareja que espera un hijo. Cuando Antoine conoce a otra mujer en su nuevo trabajo, inicia una relación con ella que pone en crisis su matrimonio. 